# 平壤城壁石刻
平壤城壁石刻，是位於朝鮮平壤直轄市的石刻遺跡，始建於約552至586年，建於高句麗時代的平壤城。在高句麗遺址的清理發掘過程中，發現了這一段長約23公里的古城墻及其上的漢文石刻。它對研究高句麗政權後期的城市歷史和文化，以及城建相關的管理制度，都有一定意義。
平壤城壁石刻現被收入第140號朝鮮民主主義人民共和國國寶。